# Storbritannien i Eurovision Song Contest 2014
Storbritannien deltog i Eurovision Song Contest 2014 i Köpenhamn i Danmark.

## Internval
Den 19 februari meddelade BBC att man tänker använda sig av internval, som man gjort för fjärde året i rad.
Den 3 mars meddelade BBC att Molly Smitten-Downes skulle delta för landet. Ett fast beslut kom samma kväll då hon uppträdde med låten "Children of the Universe" i en talkshow. 

## Vid Eurovision
Storbritannien var direktkvalificerade till finalen den 10 maj.